# Jennifer Wilson
Jennifer Wilson est une soprano américaine, née le 6 février 1966 à Fairfax, en Virginie, notamment connue pour son interprétation de rôles wagnériens.

## Rôles principaux
- Turandot : Turandot, de Puccini
- Brünnhilde : Die Walküre, de Wagner.
- Brünnhilde : Siegfried, de Wagner.
- Brünnhilde : Götterdämmerung, de Wagner.
- Gutrune : Götterdämmerung, de Wagner.
- Aida : Aida, de Verdi.
- Senta : Der fliegende Holländer, de Wagner
- Isolde : Tristan und Isolde, de Wagner
- Leonore : Fidelio, de Beethoven
- Elisabeth : Tannhäuser, de Wagner

## Discographie
- Richard Wagner : Le Ring de Valence, Die Walküre, Orquesta de la Comunitat Valenciana, Zubin Mehta (C Major) 2010. DVD/Blu-ray
- Richard Wagner : Le Ring de Valence, Siegfried, Orquesta de la Comunitat Valenciana,  Zubin Mehta (C Major) 2010. DVD/Blu-ray
- Richard Wagner : Le Ring de Valence, Götterdämmerung, Orquesta de la Comunitat Valenciana,  Zubin Mehta (C Major) 2010. DVD/Blu-ray